# Fortunato Maycotte
Fortunato Maycotte Camero (Progreso, 26 ottobre 1891 – Palo Blanco, 14 maggio 1924) è stato un generale messicano.

## Biografia
Fortunato nacque a Progreso, Coahuila, il 26 ottobre 1891, e fu battezzato sette mesi dopo, come figlio di Don Apuleyo Maycotte e Juana Camero. Si unì al Maderismo nel 1910, non distinguendosi nella lotta maderista e ritirandosi con le sue truppe alla caduta di Porfirio Díaz.

### Costituzionalismo
Nel 1913 entrò a far parte delle truppe costituzionali, raggiungendo il grado di generale di divisione con ranghi rigorosi. Fu rappresentato alla Convenzione di Aguascalientes nell'ottobre 1914 da Juan Hernández. Fedele a Venustiano Carranza, si distinse nella lotta contro Pancho Villa nel 1915. Dal 26 giugno 1916 al 15 ottobre dello stesso anno fu governatore di Durango. Fu capo delle operazioni in varie battaglie e stati.

### Piano di Agua Prieta
Nel 1920 si ribellò a Venustiano Carranza, aderendo a Chilpancingo, Guerrero, al suo ex capo Álvaro Obregón, che era in fuga, e al Piano di Agua Prieta.
Nel 1923 si ribellò a favore di Adolfo de la Huerta, motivo per cui fu fucilato dopo aver sostenuto un combattimento nella battaglia di Palo Blanco il 14 maggio 1924.